# San Giovanni de’ Flereskerk

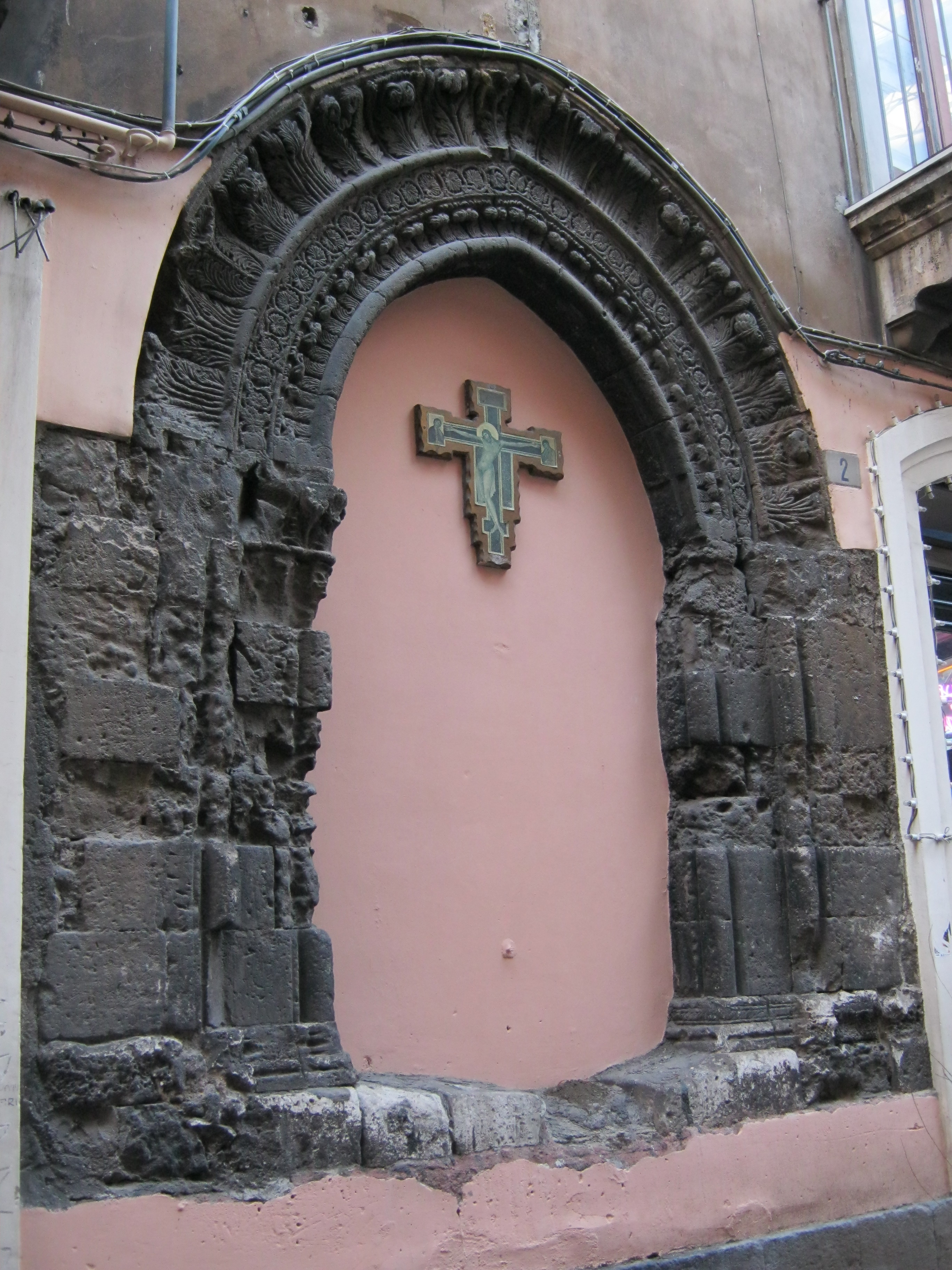
Wat rest van de Chiesa San Giovanni de' Fleres in Catania, Italië: gotische boog.

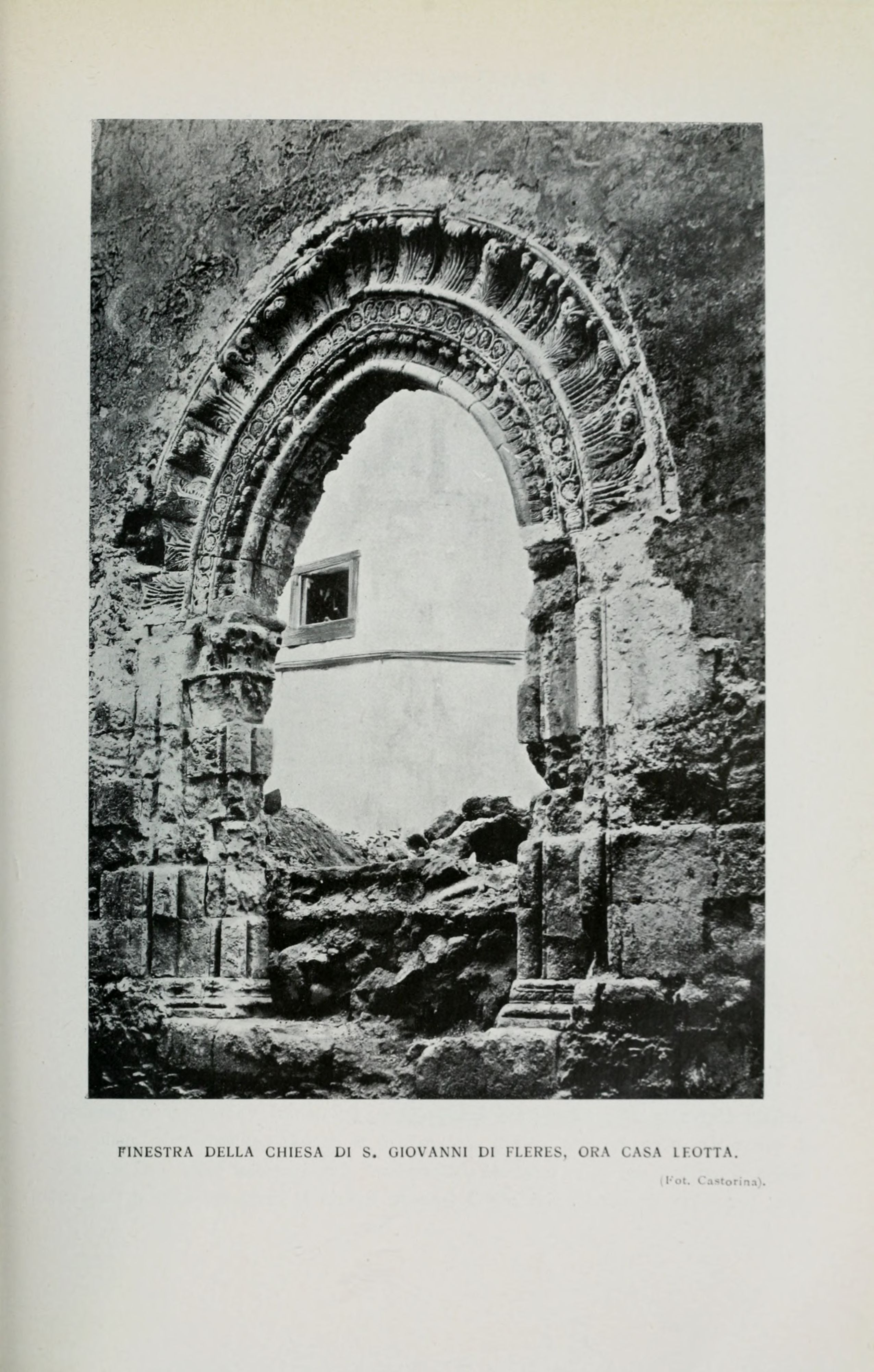
Foto uit 1907, op de bouwwerf van Liotta

De San Giovanni de’ Flereskerk is een voormalig rooms-katholiek kerkgebouw in de Siciliaanse stad Catania. Een gotische boog, genoemd Arco di San Giovanni de’ Fleres, is nog zichtbaar in de Via Cestae n° 2, aan de hoek met de Via Antonino Mancini. Op deze plek, in de gelijknamige wijk San Giovanni de’ Fleres, stond een kerk van 532 tot 1896.

## Naam
De kerk werd ook genoemd San Giovanni di Gerusalemme of San Giovanni Gerosolimitano, in het Nederlands Sint-Jan-van-Jeruzalem. De verering ging uit naar Johannes de Doper, die de beschermheilige was in de Johannieterorde of Hospitaalridders van Sint-Jan, later bekend als de Orde van Malta.

## Historiek
Stefanus van Syracuse, bisschop van Catania, liet in het jaar 532 een kerk bouwen, tezamen met een klooster. 
Het heiligdom kwam tijdens het Normandisch bestuur in Sicilië in handen van de Orde van Sint-Jan (12e eeuw). De Normandische heersers stonden voor de eerste maal toe dat niet-Joden zich in Sicilië bezig hielden met ziekenzorg. De Hospitaalridders van Sint-Jan plaatsten in Catania en elders op Sicilië een gasthuis voor zieken. Deze ziekenzorg was deel van een groter netwerk van hun kruisvaardersorde richting Jeruzalem. De uitbouw van christelijke ziekenhuizen was een bewuste politiek van het regerende Normandische Huis Hauteville. Naast de kerk San Giovanni de’ Fleres bouwden de Hospitaalridders het convent uit door er een hospitium voor zieken in te richten.
Drie eeuwen later braken de Hospitaalridders de oude kerk af. Er kwam een gotische kerk in de plaats (15e eeuw). De kerk werd met lavastenen gebouwd. De kerk werd versierd met gotische versieringen die ook in kerken van het koninkrijk Aragon, het regerende Huis in Sicilië, te vinden zijn. Het ging met name om bloemmotieven.
In 1445 werd in Catania het San Marcoziekenhuis opgericht. Niettemin bleef de ziekenhuisfunctie van San Giovanni de’ Fleres behouden.
In de 19e eeuw waren de kerk en het convent in ruïne. Liotta, de eigenaar van het pand, liet alles afbreken in 1896 doch behield een enkele gotische boog van een venster. Het was een stukje van het kerkgebouw dat stond aan de Via Cestae.